# Obraz binarny

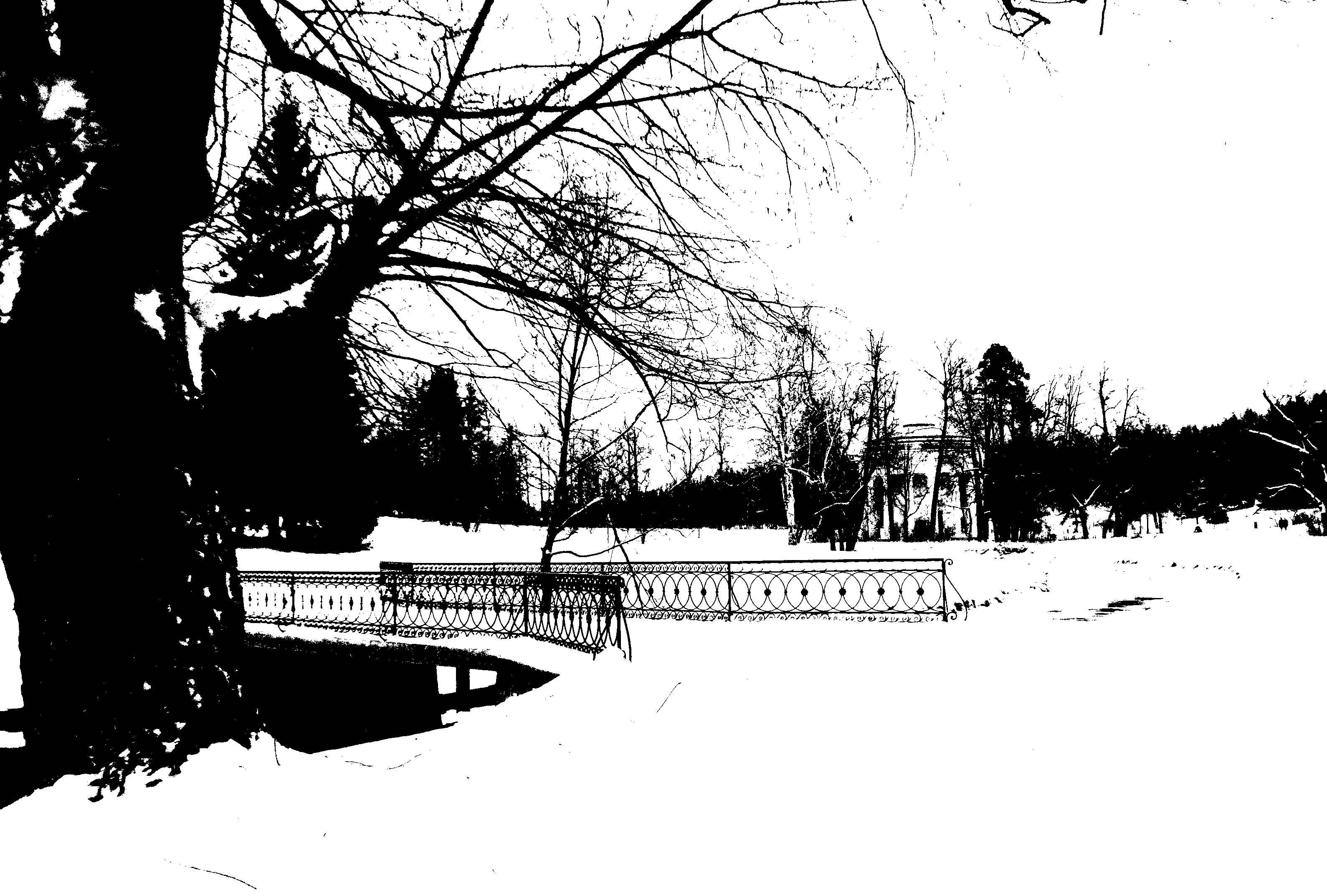
Przykład obrazu binarnego

Obraz binarny – obraz cyfrowy, w którym piksele mogą przyjmować tylko jedną z dwóch wartości (najczęściej 0 lub 1), co umożliwia zapisanie każdego z nich w pojedynczym bicie. Obrazy binarne znajdują zastosowanie w cyfrowym przetwarzaniu obrazów, mogą być wykorzystywane np. jako maska do oddzielenia pierwszego planu od tła.

## Tworzenie obrazu binarnego
Tworzenie obrazu binarnego na podstawie obrazu kolorowego lub w odcieniach szarości jest określane jako binaryzacja. Najczęściej jest ona realizowana za pomocą progowania (ang. thresholding), które polega na wyznaczeniu pewnego progu jasności, a następnie przypisaniu pikselom jaśniejszym od wartości tego progu jednej wartości (zwykle 0), a ciemniejszym drugiej (zwykle 1). Do wyznaczania wartości progowej może być wykorzystana np. metoda Otsu.

## Przetwarzanie
Na obrazach binarnych można wykonywać różne operacje morfologiczne, takie jak np. erozja, dylatacja, otwarcie i zamknięcie.